# Minihof-Liebau
Minihof-Liebau è un comune austriaco di 1 092 abitanti nel distretto di Jennersdorf, in Burgenland; ha lo status di comune mercato (Marktgemeinde).

## Geografia
Le comuni catastali sono Minihof-Liebau, Tauka e Windisch-Minihof.